# Transmasculinidade
Transmasculinidade é um termo que abrange indivíduos transgêneros cujas identidades de gênero são masculinas, mas que não necessariamente se consideram homens, embora possam se considerar. Inclui, por um lado, homens trans, que se descrevem como homens e, por outro lado, não binários e terceiros gêneros que têm qualidades masculinas, mas que não se identificam como homens. Um indivíduo transexual pode se identificar com muitos traços de masculinidade, mas não deseja se descrever como um "homem".
A palavra implica que a pessoa transmasculina passa por uma transição de gênero para ter um gênero masculino, na qual o sexo feminino foi atribuído ao nascer. Indivíduos transmasculinos não têm necessariamente uma expressão de gênero masculina, muitos são femmes/femininos, andróginos ou neutros.
Assim como nem todo transmasculino se considera como homem, nem todo homem trans se descreve como transmasculino, enquanto também há transmasculinos que são binários.
Algumas pessoas transmasculinas podem se ver enquanto mulheres, como lésbicas transmasculinas butch, sendo sua masculinidade de gênero fora da lógica binária. Muitos usam esse termo por preferirem pronomes e linguagem masculines para se referirem a eles, embora haja quem prefira neolinguagem e gênero neutro, ou até mesmo pronome e linguagem feminine.
Embora haja pessoas não-binárias e genderqueer, que foram designadas do sexo masculino ao nascer, alinhadas ao masculino de centro no espectro de gênero, que portanto seriam transgêneras e masculinas de gênero, algumas definições acabam as tratando como transmasculinas também, porém não é o que a identidade representa ou tem o intuito de expressar.